# Tesseranthelia
Tesseranthelia är ett släkte av koralldjur. Tesseranthelia ingår i familjen Clavulariidae.
Kladogram enligt Catalogue of Life:
| Tesseranthelia | \| \| Tesseranthelia chesterfieldensis \| \| \| \| \| \| Tesseranthelia rhodora \| \| \| \| |
|                | \| \| Tesseranthelia chesterfieldensis \| \| \| \| \| \| Tesseranthelia rhodora \| \| \| \| |
|                | Azoria                                                                                      |
|                |                                                                                             |
|                | Bathytelesto                                                                                |
|                |                                                                                             |
|                | Clavularia                                                                                  |
|                |                                                                                             |
|                | Cryptophyton                                                                                |
|                |                                                                                             |
|                | Cyathopodium                                                                                |
|                |                                                                                             |
|                | Denhartogia                                                                                 |
|                |                                                                                             |
|                | Incrustatus                                                                                 |
|                |                                                                                             |
|                | Moolabalia                                                                                  |
|                |                                                                                             |
|                | Pseudocladochonus                                                                           |
|                |                                                                                             |
|                | Rhodelinda                                                                                  |
|                |                                                                                             |
|                | Sarcodictyon                                                                                |
|                |                                                                                             |
|                | Scleranthelia                                                                               |
|                |                                                                                             |
|                | Scyphopodium                                                                                |
|                |                                                                                             |
|                | Stereotelesto                                                                               |
|                |                                                                                             |
|                | Telesto                                                                                     |
|                |                                                                                             |
|                | Telestula                                                                                   |
|                |                                                                                             |
|                | Tesseranthelia chesterfieldensis                                                            |
|                |                                                                                             |
|                | Tesseranthelia rhodora                                                                      |
|                |                                                                                             |

|  | Tesseranthelia chesterfieldensis |
|  |                                  |
|  | Tesseranthelia rhodora           |
|  |                                  |